# Aleksej Gladysjev
Aleksej Gladysjev, född 3 september 1978, är en rysk bandyspelare vars moderklubb är HK Vodnik. Han spelar nu för SKA Neftianik.

## Klubbar
- 2010/11 SKA Neftianik,  Ryssland
- 2009/10 Dynamo Kazan,  Ryssland
- 2008/09 Dynamo Kazan,  Ryssland
- 2007/08 Raketa Kazan,  Ryssland
- 2006/07 Dynamo Moskva - SKA Neftianik,  Ryssland
- 2005/06 Dynamo Moskva,  Ryssland
- 2004/05 HK Vodnik,  Ryssland
- 2003/04 HK Vodnik,  Ryssland
- 2002/03 HK Vodnik,  Ryssland
- 2001/02 HK Vodnik,  Ryssland
- 2000/01 HK Vodnik,  Ryssland
- 1999/00 HK Vodnik,  Ryssland
- 1998/99 Härnösands AIK,  Sverige
- 1997/98 Härnösands AIK,  Sverige